# Eleutherascus lectardii
Eleutherascus lectardii är en svampart som först beskrevs av Nicot, och fick sitt nu gällande namn av Arx 1971. Eleutherascus lectardii ingår i släktet Eleutherascus och familjen Ascodesmidaceae.   Inga underarter finns listade i Catalogue of Life.